# Muzeum historyczne w Oslo
Muzeum historyczne w Oslo – ekspozycja muzealna w Oslo przy ulicy Fredriksgate 2, jedna z placówek Kulturhistorisk museum w Oslo.
Muzeum historyczne w Oslo zostało otwarte w 1904 roku w trzypiętrowym budynku zaprojektowanym w stylu art noveau przez Henrika Bulla. Muzeum zawiera eksponaty historyczne od najstarszej działalności ludzkiej z terenów Norwegii, po okres wikingów i późnego średniowiecza, jak i ekspozycje dotyczące historii starożytnego Egiptu, Ameryki, Afryki oraz Dalekiego Wschodu.

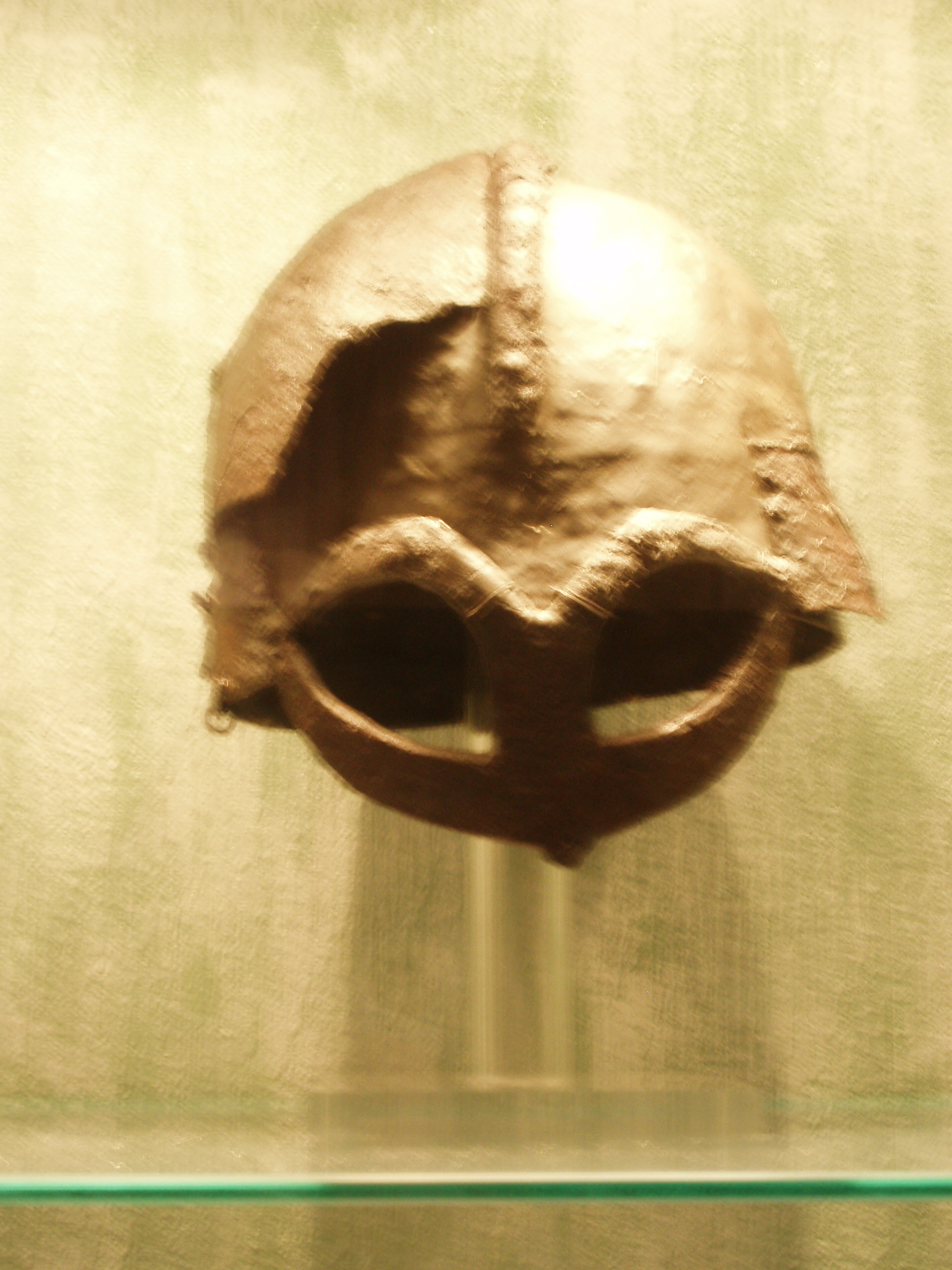
Hełm z Gjemundbu

Do najcenniejszych zbiorów zalicza się ekspozycję Gabinetu Monet zawierającą grosz Olafa Świętego z 1015 roku oraz monetę z pierwszym norweskim herbem z czasów Haakona V. W kolekcji znajdują się jedne z najlżejszych monet świata jak i srebrne monety o wadze przekraczającej 100 gramów. Kolekcja dotycząca epoki wikingów zawiera dużą liczbę broni, narzędzi, ozdób oraz najlepiej zachowany na świecie hełm wikiński tzw. hełm z Gjermundbu. Ozdobą kolekcji Od epoki lodowej do chrześcijaństwa jest Miecz Snartemo z ok. 500 roku n.e., jedno z najbogatszych znalezisk z wczesnej epoki żelaza. Kolekcja średniowieczna zawiera m.in. bogato zdobione drewniane portale kościelne, rzeźby świętych, przedmioty życia codziennego oraz trzy kamienie runiczne, tzw. kamień z Tune, kamień z Dynna i kamień z Alstad z wyrytymi inskrypcjami w alfabecie runicznym.
Skromną ekspozycję dotyczącą starożytnego Egiptu wzbogacają mumie, m.in. mumia Dismutenibtes, córki strażnika świątynnego, które zostały przekazane muzeum przez Oskara II. Stałą ekspozycją Muzeum historycznego w Oslo jest wystawa Daleki Wschód, na której prezentowane są dzieła sztuki oraz rzemiosła z Japonii, Korei, Tybetu oraz Chin, m.in. jedwabne stroje, maski teatralne, trony, zbroje i miecze samurajskie.

## Udostępnianie
Muzeum czynne jest:
- w okresie od 1 maja do 30 września: godzina 9.00-18.00;
- w okresie od 1 października do 30 kwietnia: godzina 10.00-16.00.